# Lista de crateras em Marte

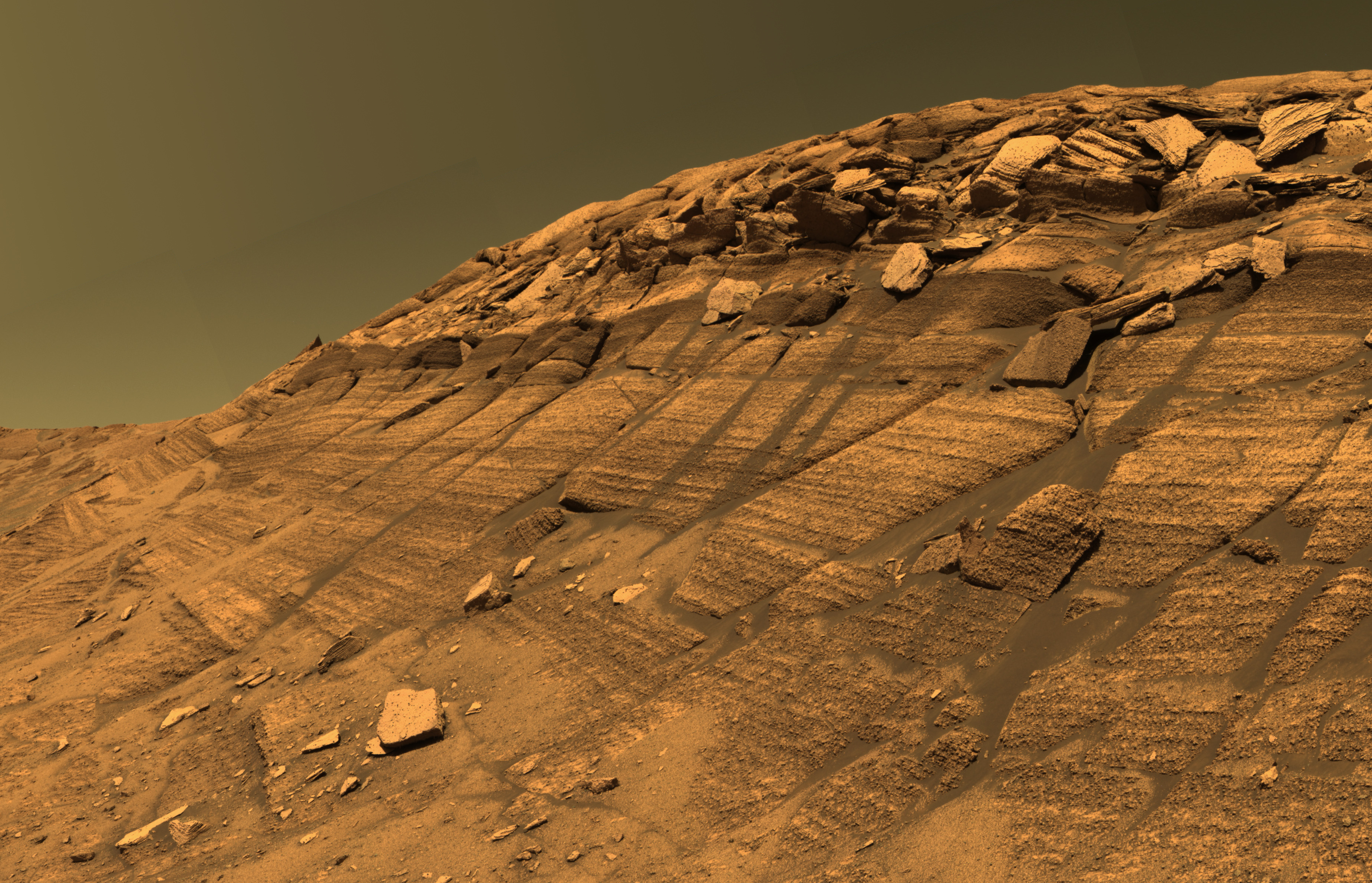
Imagens do rover Opportunity (MER-B) de Burns Cliff, dentro da cratera Endurance em 2004 (NASA).

Há centenas de milhares de crateras em Marte maiores que 1 km, mas apenas cerca de 1000 possuem nomes. Os nomes são designados pela União Astronômica Internacional após a petição de cientistas relevantes, e as crateras só podem receber o nome de pessoas já falecidas. Em geral, apenas crateras que são de interesse significativo para fins de pesquisa recebem um nome. Segue abaixo uma lista de crateras marcianas nomeadas. Crateras marcianas recebem seus nomes em referência a cientistas famosos ou autores de ficção científica, ou, se menores que 60 km em diâmetro, em referência a cidades na Terra. Latitude e longitude são dadas como coordenadas planetográficas com longitude oeste.

## Por ordem alfabética
- Lista de crateras em Marte: A-G
- Lista de crateras em Marte: H-N
- Lista de crateras em Marte: O-Z